# 優越集團控股
優越集團控股有限公司，簡稱優越集團控股，以及優越集團（英語：A.Plus Group Holdings Limited，港交所：1841），在2002年，由主席林劍雲、執行董事方永光和其他投資者，於香港（總部）成立「A.Plus Financial Press Limited」。
業務在香港經營有關財務報告、公佈、股東通函、發債通函、首次公開發售招股章程及其他文件之排版、設計、翻譯、印刷及付運服務。
2012年8月14日，據報章報導，利君國際（現為石四藥集團，港交所：2005）停牌揭發有印刷商錯誤將三家上市公司的通告及一份懷疑是招股書內容上載通告予港交所披露易網站，並可能是 a.plus印刷商負責的文件。 2012年8月15日，A.Plus Financial Press Limited亦承認保安出現漏洞，已報警調查。
股份則在2016年4月19日於港交所創業板上市。配售股份數目為1億股，配售股份價格為0.5港元，集資額為2400萬港元。
據其招股資料所指，優越集團的內部翻譯資源有限，必須不時由林劍雲、方永光和陳家榮共同擁有的優信集團（其全資擁有啟競翻譯諮詢（深圳）有限公司）提供翻譯服務。2015年，優越集團應付/己付優信集團的翻譯服務費達212萬港元，而應付/己付啟競的翻譯服務費達391.2萬港元。惟是次招股並不將優信集團納入經擴大集團。

## 首日上市情況
公司股份於2016年4月19日香港創業板上市，並於2019年1月11日，優越集團控股由創業板轉為主板上市。

## 外部連結
- aplushk.com（页面存档备份，存于）